# Craspedoxantha veroniae
Craspedoxantha veroniae är en tvåvingeart som beskrevs av Amnon Freidberg 1985. Craspedoxantha veroniae ingår i släktet Craspedoxantha och familjen borrflugor.
Artens utbredningsområde är Kenya. Inga underarter finns listade i Catalogue of Life.